# Auriébat
Auriébat település Franciaországban, Hautes-Pyrénées megyében. Lakosainak száma 239 fő (2022. január 1.). Auriébat Armentieux, Sauveterre, Saint-Justin, Marciac, Labatut-Rivière, Estirac és Maubourguet községekkel határos.

## Népesség
A település népességének változása:
| Lakosok száma | 265  | 252  | 263  | 246  | 244  | 241  | 242  | 241  | 239  |
|               | 2013 | 2015 | 2016 | 2017 | 2018 | 2019 | 2020 | 2021 | 2022 |